# Slumpfel
Slumpfel avser den (större) variation som, för det mesta, uppstår mellan upprepade experimentella mätningar och det teoretiska värdet eller den givna trenden. Genom att upprepa experimentet flera gånger och beräkna ett medelvärde eller liknande av den givna datan, minskar slumpfelet i värde och ett mer tillförlitligt värde fås. I många sammanhang ökas tillförlitligheten/användbarheten hos datan om man tillsammans med medelvärdet redovisar slumpfelets storlek.